# ベネディクトゥス9世 (ローマ教皇)
ベネディクトゥス9世（ベネディクトゥス9せい、Benedictus Ⅸ、1012年頃 - 1055年ないし1065年ないし1085年）は、ローマ教皇（在位：1032年10月 - 1044年9月、1045年4月 - 5月、1047年11月 - 1048年7月）。退位と復位を繰り返し前後3期にわたって在位した個性の強い教皇である。
貴族トゥスクルム伯アルベリクス3世の子としてローマに生まれる。名はテオフィラクトゥス (Theophylactus) 。ベネディクトゥス8世とヨハネス19世の甥にあたる。1032年に父アルベリクス3世の支援により教皇として戴冠する。このときベネディクトゥスは18歳から20歳という若さであり、資料によっては11歳から12歳だったともいう。
伝承によると、ベネディクトゥスは放蕩に明け暮れるでたらめな生活を送ったという。ペトルス・ダミアニはその著作『ゴモラの書』においてベネディクトゥス9世を「聖職者に扮した地獄からの悪魔」に喩え、教皇庁の腐敗やベネディクトゥスの同性愛行為を批判した。またピアチェンツァ司教ベンノーもベネディクトゥスの犯した「嫌悪すべき姦淫と殺人」を糾弾した。後年、教皇ウィクトル3世は「ベネディクトゥスの強姦、殺人、そして口に出せないような所業」について調査を行わせており、その結論として「彼の教皇としての生涯は嫌悪すべきもので、腐りきったもので、忌まわしいものでしかない。私は身震いを禁じえない」と述べている。
ベネディクトゥス9世は1036年にローマを追放されたものの、この時は神聖ローマ皇帝コンラート2世の助力により短期間でローマに帰還した。1044年9月に再びローマを追放されると、替わってシルウェステル3世が教皇に選出されていたが、ベネディクトゥスは翌1045年4月にはローマに入城し、シルウェステル3世を廃位・破門の上追放して自ら教皇に復位した。これが2度目の在位である。しかし直後の5月には、おそらく結婚をするために、教皇位を代父にあたる司祭ヨハンネス・グラティアヌスに売却してしまった。その売却益は金650キログラム以上に相当するものだったという。グラティアヌスは教皇グレゴリウス6世として戴冠するが、するとベネディクトゥスは教皇位を売却したことを悔やむようになり、すぐにグレゴリウス6世を退位させようとした。さらにこの機に乗じてシルウェステル3世もまた自らの教皇としての正当性を掲げて表に出てきたため、事態は混乱の極みに至った。
曲がりなりにもそれぞれに主張するだけの正当性がある3人の教皇が事実上鼎立するという異常事態を受けて、神聖ローマ皇帝ハインリヒ3世がその調停に乗り出すこととなり、1046年12月にストリで教会会議を主催した。会議ではハインリヒ3世がベネディクトゥス9世とシルウェステル3世の聖職を剥奪、グレゴリウス6世には退位を勧告した上で、新たにドイツ人司教スイドガーを教皇クレメンス2世として即位させ、心機一転の出直しを図った。皇帝に従ってグレゴリウス6世は退位し、聖職を剥奪されたシルウェステル3世はのちに赦されて故郷の司教として余生を送ったが、一人ベネディクトゥス9世は転んでもただでは起きなかった。クレメンス2世の戴冠を真っ向から否定し、クレメンス2世が翌1047年10月に死去すると、11月にはラテラン宮殿を占拠、自身の教皇復位を再び宣言した。これ以後、ハインリヒ3世によって翌1048年7月に廃位されるまでの8か月間が3度目の在位である。ハインリヒはベネディクトゥスを追放すると、新たにダマスス2世を教皇として戴冠させた。ベネディクトゥスは翌1049年にシモニアの罪で出廷するよう召喚されるが、これを拒否したことから結局破門されることとなった。
ベネディクトゥスはこの後にようやく教皇位への未練から解き放たれ、グロッタフェッラータの修道院で静かな余生を送って1065年頃に死去したといい、また史料によっては1085年に死去したともある。また他の研究によると、ベネディクトゥスはその後も今一度の復位を試みたものの果たせず、1055年12月か1056年の1月に死去したという。